# Fousy Mojo
Fousy Mojo (dříve Fousy Moudžou Rajzin) je česká progresivně psychedelickorocková hudební skupina. U zrodu stála autorská dvojice Kamil Danda a Mikouš Koberstein. Vznikla na Kladně někdy v roce 1996.
V počátcích vycházela z undergroundové tvorby skupin jako The Doors, The Velvet Underground, Pink Floyd, Frank Zappa či The Plastic People of the Universe, ale později se dopracovala ke svému vlastnímu originálnímu zvuku a postavila svůj projev na básnických textech a vícevrstevnaté ale i energické hudbě. Za svého kladenského působení jí prošla řada muzikantů a přečkala i několik delších přestávek. Později ovlivnila celou řadu kladenských kapel.
V roce 2006 opustila skupina Kladno již jako regionální legenda a kompletně se přestěhovala do Prahy. Za sebou má již velkou řadu koncertů v klubech, na festivalech i ocenění v hudebních soutěžích. Do kapely na čas přichází baskytarista Michal L. Hořejší.
V roce 2008 skupinu opustil zakladatel, spoluautor a zpívající kytarista Mikouš Koberstein a vzápětí i bubeník Karel Čížek. Fousy FMR tak prošly největší krizí a následně personálními změnami za své existence.
V roce 2010 Fousy Moudžou Rajzin zkracují název na Fousy Mojo a vydávají pod tímto názvem debutové album. V té době již hrají v triu, ve složení Kamil Danda (zpěv, kytara, hudba, texty), Marek Palas (klávesové nástroje, syntezátorová basa, zpěv), František Škorpil (bicí, zpěv) a podle většiny kritik zatím v nejkompaktnější a nejenergičtější formě v její historii. V roce 2011 se stávají vítěznou kapelou soutěže Naděje Radia Beat.
V zimě 2012 opouští kapelu bubeník František Škorpil a na jeho místo usedá Martin Kudláček. Na jaře téhož roku vydávají Fousy Mojo své druhé album s názvem Malé divadlo s velkým kašpárkem.

## Diskografie
- Fousy Moudžou Rajzin 2003 – album
- Fousy Moudžou Rajzin 2005 – album
- Fousy Moudžou Rajzin – „Zpěv Potawatomiů“ – singl 2007
- Fousy Moudžou Rajzin – „Ohnivá...“ – singl 2008
- Fousy Mojo 2010 – album, vítězství nahrávky v Naději Beatu 2011
- Fousy Mojo – „Malé divadlo s velkým kašpárkem“ – album 2013
- Fousy Mojo – „Soukolí“ – singl 2014

## Kapelou v minulosti prošli
- Mikouš Koberstein – zpěv, kytara, autor (Doors revival, Domácí kapela, The Teplo)
- Jan Juklík – baskytara (Zrní, Doors revival)
- Michal L. Hořejší – baskytara (Drain, In Memory)
- Martin Uváček – bicí (Danae)
- Karel Čížek – bicí (Combo mendoza, R.Š. band, Hrobníkova Lopata)
- Jan Černohorský – baskytara (Johny a Mikouš)
- Radek Balkovský – perkuse
- Vlado Micenko – baskytara
- Zděnek Bláha – baskytara
- Sergej Semejkin – bicí
- Petr Susi Suchel – bicí
- Ivan Holeček – bicí
- Robert Stříbrný – baskytara
- Jan Danda – klávesové nástroje
- Jiří Kytka – baskytara
- Petr Hofi Hofman – viola
- Jaroslav Sehan – klávesové nástroje
- František Habrda – baskytara
- Jan Červený – bicí
- František Škorpil – bicí